# لاپلاس-پی
لاپلاس-پی(به انگلیسی: Laplace-P) (قبلاً Europa Lander نامیده می‌شد ) یک مدارگرد و سطح نشین پیشنهادی توسط آژانس فضایی فدرال روسیه است که برای مطالعه قمرهای مشتری و اکتشاف گانیمد به وسیله یک سطح نشین طراحی شده‌است. 

## اهداف
اهداف اصلی این مأموریت بررسی جو گانیمد ، سطح یخ زده آن ، ارزیابی زیست‌پذیری گانیمد و جستجوی درجا برای علامت‌های زیستی است . 